# ريان مندوزا
ريان مندوزا (بالإنجليزية: Ryan Mendoza)‏ هو رسام أمريكي، ولد في 29 أكتوبر 1971 في نيويورك في الولايات المتحدة.